# Trasformazione di Möbius
In geometria, una trasformazione di Möbius è una funzione
{\displaystyle f(z)={\frac {az+b}{cz+d}}}
dove {\displaystyle z,a,b,c} e {\displaystyle d} sono numeri complessi con {\displaystyle ad-bc\neq 0}.
La funzione è definita sulla sfera di Riemann, ed è un ingrediente fondamentale della geometria proiettiva e dell'analisi complessa. Si usano anche i termini trasformazione omografica e trasformazione lineare fratta. Il nome è legato al matematico August Ferdinand Möbius.

## Definizione
Una trasformazione di Möbius è una funzione
{\displaystyle f:{\widehat {\mathbb {C} }}\to {\widehat {\mathbb {C} }}}
definita sulla sfera di Riemann
{\displaystyle {\widehat {\mathbb {C} }}=\mathbb {C} \cup \{\infty \},}
della forma
{\displaystyle f(z)={\frac {az+b}{cz+d}}}
con determinante diverso da zero
{\displaystyle \det {\begin{pmatrix}a&b\\c&d\end{pmatrix}}=ad-bc\neq 0.}

## Automorfismi della sfera di Riemann

### Esempi
La condizione sul determinante è necessaria affinché la funzione sia effettivamente definita su tutta la sfera di Riemann. Valgono in particolare le relazioni
{\displaystyle f\left(-{\frac {d}{c}}\right)={\frac {ad-bc}{0}}=\infty ,}
{\displaystyle f\left(-{\frac {b}{a}}\right)={\frac {0}{-cb+ad}}=0,}
{\displaystyle f(\infty )={\frac {a}{c}}.}

### Rappresentazione tramite matrici
La trasformazione {\displaystyle f} è determinata dalla matrice
{\displaystyle A={\begin{pmatrix}a&b\\c&d\end{pmatrix}}.}
Poiché ha determinante non nullo, la matrice è invertibile. Quindi è un elemento del gruppo generale lineare {\displaystyle {\rm {GL}}_{2}(\mathbb {C} )}
composto da tutte le matrici complesse invertibili {\displaystyle 2\times 2}.
La rappresentazione tramite matrici è molto comoda, in virtù del fatto seguente: la composizione di due trasformazioni di Möbius, descritte dalle matrici {\displaystyle A} e {\displaystyle B}, è anch'essa una trasformazione di Möbius, descritta dalla matrice {\displaystyle BA}.

### Automorfismo
La descrizione tramite matrici mostra che ogni trasformazione di Möbius è una funzione biettiva dalla sfera di Riemann in sé. Infatti, una trasformazione associata alla matrice {\displaystyle A} ha una inversa, associata alla matrice inversa {\displaystyle A^{-1}}.
Per questo motivo una trasformazione di Möbius è chiamata automorfismo. Le trasformazioni di Möbius formano un gruppo, indicato con
{\displaystyle {\rm {Aut({\widehat {\mathbb {C} }}).}}}

### Struttura di gruppo
La rappresentazione matriciale fornisce un omomorfismo di gruppi
{\displaystyle h:{\rm {GL}}_{2}(\mathbb {C} )\to {\rm {Aut({\widehat {\mathbb {C} }}).}}}
L'omomorfismo è suriettivo ma non iniettivo: il nucleo consiste infatti di tutte le matrici della forma {\displaystyle \lambda I}, dove {\displaystyle I} è la matrice identità e {\displaystyle \lambda \neq 0} è un numero complesso. Il primo teorema d'isomorfismo fornisce quindi un isomorfismo di gruppi
{\displaystyle {\rm {PGL}}_{2}(\mathbb {C} ):={\rm {GL}}_{2}(\mathbb {C} )/_{\sim }\cong {\rm {Aut}}({\widehat {\mathbb {C} }})}
dove {\displaystyle A\sim B} se e solo se {\displaystyle A=\lambda B} per qualche {\displaystyle \lambda }. Il quoziente è indicato con una "P" davanti, perché questa costruzione è identica a quella dello spazio proiettivo di uno spazio vettoriale.

## Proprietà basilari

### Trasformazioni elementari
Ogni automorfismo di Möbius è ottenuto componendo alcune trasformazioni elementari di questo tipo:
1. {\displaystyle f(z)=z+b\;}      (traslazione)
2. {\displaystyle f(z)=1/z\;}         (inversione)
3. {\displaystyle f(z)=az\;}           (omotetia e rotazione)

La traslazione tiene fisso il punto all'infinito e trasla tutti i punti del piano complesso. L'inversione scambia i punti {\displaystyle 0} e {\displaystyle \infty }. A proposito della terza trasformazione, scrivendo {\displaystyle a} in coordinate polari
{\displaystyle a=re^{i\theta }\;}
si verifica che è una rotazione di angolo {\displaystyle \theta }, composta con una omotetia di fattore {\displaystyle r}.

### Mappe conformi
Un automorfismo di Möbius è una mappa conforme, una mappa cioè che preserva gli angoli. Infatti, ciascuna delle trasformazioni elementari descritte preserva gli angoli. Un automorfismo però non preserva lunghezze o aree.

### Rette e circonferenze

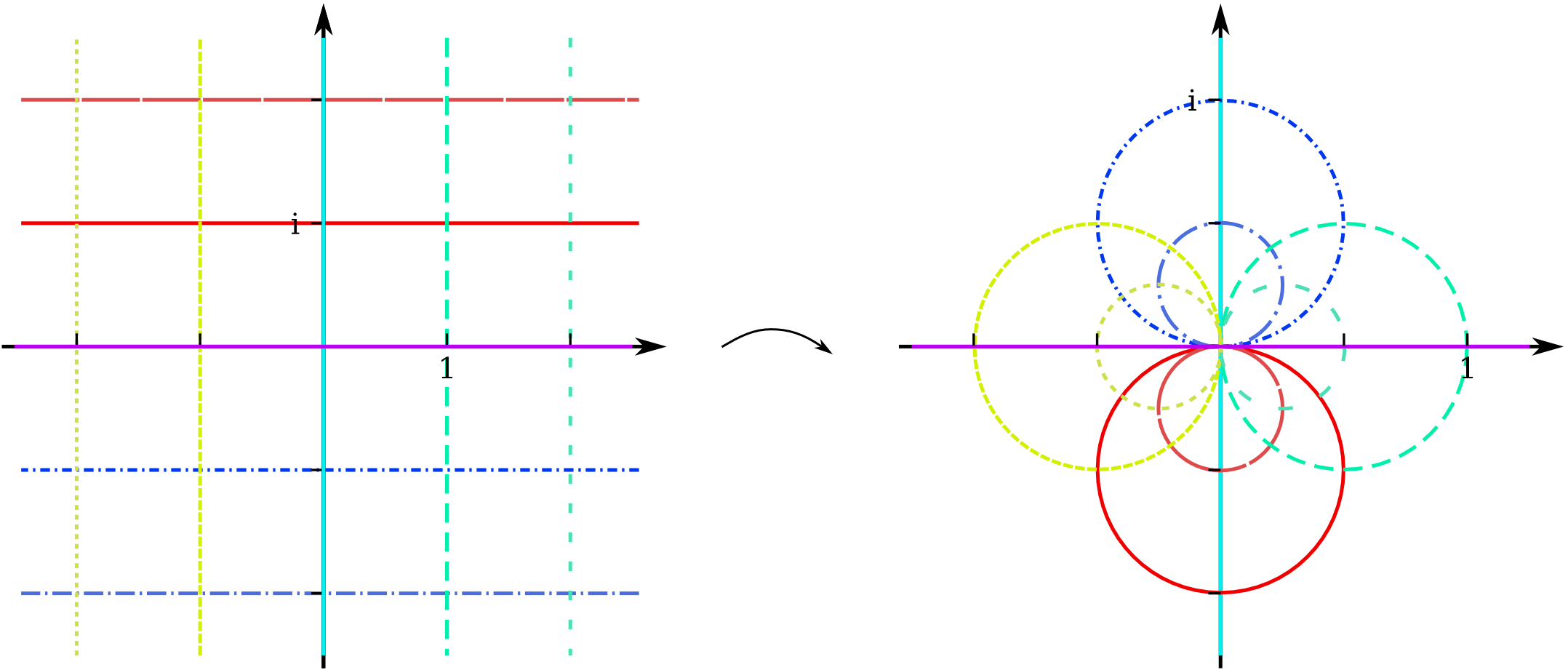
L'inversione manda l'infinito in zero, e quindi le rette (che sono circonferenze passanti per l'infinito) in circonferenze e rette passanti per l'origine.

Una circonferenza nella sfera di Riemann {\displaystyle {\widehat {\mathbb {C} }}} è una circonferenza di {\displaystyle \mathbb {C} }, oppure una retta di {\displaystyle \mathbb {C} } completata con il punto all'infinito.
L'immagine {\displaystyle f(C)} di una circonferenza {\displaystyle C} tramite una funzione di Möbius {\displaystyle f} è un'altra circonferenza. Le trasformazioni di Möbius mandano quindi circonferenze in circonferenze.
Questa proprietà è verificata dalle trasformazioni elementari (traslazioni, inversioni, rotazioni, omotetie), e per questo motivo è verificata da qualsiasi trasformazione.

### Birapporto
Una trasformazione di Möbius {\displaystyle f} preserva il birapporto {\displaystyle {\rm {brp}}(z_{1},z_{2},z_{3},z_{4})} di quattro punti della sfera di Riemann. Vale cioè la relazione
{\displaystyle {\rm {brp}}(z_{1},z_{2},z_{3},z_{4})={\rm {brp}}(f(z_{1}),f(z_{2}),f(z_{3}),f(z_{4})).\;}

### Funzione meromorfa
Con il linguaggio dell'analisi complessa, un automorfismo di Möbius è una particolare funzione meromorfa, avente un polo in {\displaystyle z=-d/c} di ordine 1.

### Trasformazione proiettiva
Con il linguaggio della geometria proiettiva, la sfera di Riemann è identificata con la retta proiettiva complessa {\displaystyle \mathbb {CP} ^{1}}
tramite la mappa
{\displaystyle \phi :\mathbb {CP} ^{1}\to {\widehat {\mathbb {C} }},}
{\displaystyle \phi :[z_{0},z_{1}]\mapsto {\frac {z_{0}}{z_{1}}}.}
Con questa identificazione, le trasformazioni di Möbius sono esattamente gli isomorfismi proiettivi della retta proiettiva complessa.